# Hans-Josef Niederehe
Hans-Josef Niederehe (* 28. Mai 1937 in Köln) ist ein deutscher Romanist und Sprachwissenschaftler.

## Leben und Werk
Niederehe studierte Geografie und Romanistik an der Universität zu Köln und wurde promoviert mit der Dissertation Straße und Weg in der galloromanischen Toponomastik (Genf und Paris 1967). Er habilitierte sich an der Universität Hamburg mit der Schrift Die Sprachauffassung Alfons des Weisen. Studien zur Sprach- u. Wissenschaftsgeschichte (Tübingen 1974, spanisch: Alfonso X el Sabio y la lingüística de su tiempo, Madrid 1987) und war von 1974 bis 2004 Inhaber des Lehrstuhls für Romanistische Sprachwissenschaft an der Universität Trier. 
Niederehe war Mitherausgeber der Zeitschriften Historiographia linguistica. International journal for the history of the language sciences und Romanistik in Geschichte und Gegenwart 1–15 (1995–2009), sowie Herausgeber oder Mitherausgeber zahlreicher sprachwissenschaftlicher Sammelbände bzw. Akten nationaler und internationaler sprachwissenschaftlicher Kongresse. Sein bedeutendstes Werk ist die fünfbändige Bibliographie der spanischen Sprachwissenschaft von den Anfängen bis 1900. 2016 wurde ihm von der Universität Rey Juan Carlos in Madrid die Ehrendoktorwürde verliehen.

## Werke (Auswahl)
- Bibliografía cronológica de la lingüística, la gramática y la lexicografía del español (BICRES). 5 Bde. Benjamins, Amsterdam 1994–2012
  - I : Anfänge–1600, 1994
  - II : 1601–1700, 1999
  - III : 1701–1800, 2005
  - IV (mit Miguel Ángel Esparza Torres) : 1801–1860, 2012
  - V (mit Miguel Ángel Esparza Torres) : 1861–1899, 2015
- (mit Miguel Ángel Esparza Torres) Bibliografía nebrisense. Las obras completas del humanista Antonio de Nebrija desde 1481 hasta nuestros días. Benjamins, Amsterdam 1999.